# The Guardian
The Guardian é um jornal diário nacional britânico independente, conhecido, até 1959, como Manchester Guardian. Junto com seus jornais irmãos, The Guardian Weekly e The Observer, o Guardian faz parte do Guardian Media Group, propriedade do The Scott Trust Limited. A fundação foi criada em 1936 "para garantir a independência financeira e editorial do The Guardian em perpetuidade e salvaguardar a liberdade jornalística e os valores liberais do jornal livres de interferência comercial ou política". O Scott Trust tornou-se uma sociedade anônima em 2008, com uma constituição para manter as mesmas proteções ao Guardian. Os lucros são reinvestidos em jornalismo e não para o benefício de um proprietário ou de acionistas.
O The Guardian é editado por Katharine Viner, que sucedeu Alan Rusbridger em 2015. O jornal tem uma edição on-line do Reino Unido, bem como dois sites internacionais, Guardian Australia e Guardian USA. Em agosto de 2013, a edição impressa do The Guardian tinha uma circulação média diária de 189 mil exemplares, atrás The Daily Telegraph e The Times, e à frente do The Independent. A edição online do jornal era a quinta mais lida no mundo em outubro de 2014, com mais de 42,6 milhões leitores. No Reino Unido, a sua impressão combinada com as edições on-line chegam a quase 9 milhões de leitores.
Entre os furos mais notáveis do jornal, estão o escândalo de escutas telefônicas envolvendo a News International, uma subsidiária da News Corporation, em 2011. A empresa publicava o jornal News of the World, que era um dos maiores jornais de circulação no mundo e foi fechado por conta das investigações. O jornal também divulgou notícia da coleção secreta de registros telefônicos da Verizon realizada pela administração de Barack Obama em junho de 2013 e, posteriormente, revelou a existência do programa de vigilância PRISM depois que foi vazado para o jornal pelo denunciante Edward Snowden da Agência de Segurança Nacional (NSA) dos Estados Unidos.
O The Guardian também foi nomeado o "Jornal do Ano" no British Press Awards de 2014 pela revelação sobre a vigilância do governo estadunidense. O jornal ainda é ocasionalmente referido pelo seu apelido The Grauniad, dado originalmente pela frequência dos seus erros de digitação.

## Revelação sobre o programa de espionagem da NSA
O Guardian publicou as primeiras histórias baseadas nos documentos obtidos por Edward Snowden.
O jornal foi vitima de intimidação pelo GCHQ, um dos serviços de inteligência britânico, devido à decisão de publicar os documentos.
Em 3 de dezembro de 2013, o editor do The Guardian, Alan Rusbridger, foi questionado por uma comissão parlamentar na Inglaterra e defendeu vigorosamente sua decisão de publicar uma série de artigos com base nos arquivos secretos vazados por Edward Snowden, apesar da intimidação que o jornal vem sofrendo pelo GCHQ. E declarou que o direito de continuar publicando os fatos, atinge diretamente o coração da liberdade de imprensa e democracia na Grã-Bretanha. Afirmou também que apenas cerca de 1 por cento dos documentos dos 58 000 documentos fornecidos ao Guardian por Snowden foram até então publicados, em dezembro de 2013.

### Premiações
Em abril de 2014 Glenn Greenwald e Laura Poitras receberam o Prêmio George Polk de Reportagem de Segurança Nacional, pelo trabalho jornalístico com base em documentos fornecidos por Edward Snowden em junho de 2013, revelando o sistema global de vigilância criado pela NSA e seus aliados, os chamados Cinco Olhos.

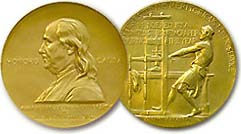
Prêmio Pulitzer

Em 14 de abril de 2014, foi anunciado que os jornais The Guardian, onde Greenwald e Laura Poitras iniciaram a publicação da matérias sobre a NSA, e The Washington Post foram os ganhadores do Prêmio Pulitzer 2014 de jornalismo, o mais importante prêmio de jornalismo nos Estados Unidos, pelas publicações das revelações da vigilância global baseadas nos mesmos documentos revelados por Edward Snowden.
Na ocasião da entrega dos prêmios, Laura Poitras e Glenn Greenwald, cidadãos americanos, estavam entrando pela primeira vez nos Estados Unidos depois que as revelações da espionagem americana através da NSA começaram a ser publicadas, devido à intimidação que vêm recebendo do governo americano pelo seu envolvimento na publicação dos documentos. O governo americano se referiu aos jornalistas que revelaram a espionagem da NSA jornalistas como "cúmplices" de Snowden, em linguagem sugerindo que poderiam ser presos caso retornassem aos Estados Unidos por terem desvendado o esquema de espionagem da Agência Nacional de Segurança americana a partir dos documentos vazados por Glenn Greenwald reside no Rio de Janeiro, Brasil e Laura Poitras reside em Berlin, Alemanha , em um auto exílio que segundo ela confirmou, resultou da impossibilidade de desempenhar seu trabalho nos Estados Unidos sem ser intimidada pelos órgãos do governo americano.
Ao receber o prêmio, Laura Poitras disse: "Esse Prêmio é de Snowden", por ter colocado sua vida em risco para revelar ao mundo os propósitos dos Estados Unidos e seus aliados de língua inglesa, os Cinco Olhos, de dominar as comunicações a nível mundial. Fazem parte dos Cinco Olhos, a Austrália, o Canadá, a Nova Zelândia, o Reino Unido e os Estados Unidos da América, a Nova Zelândia, o Reino Unido e os Estados Unidos da América.

### Pressão
O jornal The Guardian sofreu uma série de ameaças através do GCHQ, o serviço de inteligência britânico equivalente à NSA nos Estados Unidos, tendo sido obrigado a destruir seus computadores em frente aos agentes do serviço de inteligência britânico (GCHQ), em 20 de julho de 2013.
Os repórteres envolvidos foram aparentemente colocados sobre intensa vigilância conforme conta o repórter Luke Harding, em seu livro "The Snowden Files" publicado na Inglaterra em fevereiro de 2013, que revela que enquanto ele trabalhava escrevendo o livro sobre os fatos ligados ao caso da NSA, a tela de seu computador era misteriosamente apagada e os textos escritos continuamente desapareciam.